# Робокап 3
Робокап 3 (енгл. RoboCop 3) је амерички научнофантастични акциони филм из 1993. године, режисера Фреда Декера, који је написао и сценарио заједно са Френком Милером. Наставак је филма Робокап 2 (1990) и трећи је филм у истоименом серијалу. У главним улогама су Роберт Џон Берк, Ненси Ален и Рип Торн. Смештен у блиску будућност, у Детроиту, филм прати Робокапа који жели да се освети за смрт своје партнерке Ен Луис и покушава да спаси град од чељусти мегакорпорације ОЦП. Филм је сниман у Атланти, Џорџија. Многе зграде виђене у филму су срушене ради изградње објеката Летњих олимпијских игара 1996, које су одржане у овом граду.
Робокап 3 је био први филм који је користио дигитални морфинг за више сцена. Филм је остварио критички и комерцијални неуспех, са зарадом од 10 милиона долара широм света, наспрам буџета од 22 милиона долара, што га чини најмање успешним филмом у серијалу. Упркос овоме, филм је био номинован за награду Сатурн за најбољи научнофантастични филм, што је учинило овај серијал једним од ретких трилогија у којој је сваки филм номинован за ову награду.

## Радња
Робокап је препуштен на милост и немилост програмерима окрутне мултинационалне компаније која управља полицијом. Тренутак одлуке се ближи, а последње наде полажу се у Робокапа, који ни овога пута неће изневерити. Он преузима ствари у своје руке и спречава да моћни лоби заузме Детроит и исели део становништва.

## Улоге
| Глумац          | Улога                 |
| --------------- | --------------------- |
| Роберт Џон Берк | Алекс Марфи / Робокап |
| Ненси Ален      | Ен Луис               |
| Реми Рајан      | Нико Халоран          |
| Брус Лок        | Отомо                 |
| Џоди Лонг       | Кеико Халоран         |
| Џон Поузи       | Дејвид Халоран        |
| Рип Торн        | директор ОЦП-а        |
| Мако Ивамацу    | Канемицу              |
| Фелтон Пери     | Доналд Џонсон         |